# Il Domani della Calabria
Il Domani della Calabria era un quotidiano calabrese pubblicato dalla T&P Editori S.r.l., società costituita nel 1993 con lo scopo di creare un quotidiano calabrese.
L'iniziativa nasce dell'idea di un gruppo di giovani imprenditori locali animati dalla volontà di contribuire attivamente allo sviluppo sociale e culturale di una regione che è l'unica in Italia, insieme con la Basilicata e la Valle d'Aosta, a non esser riuscita ad esprimere un proprio organo d'informazione a livello nazionale. Nel 1994 il progetto della T&P editori viene presentato alla società per l'imprenditoria giovanile (Legge 44), che nel luglio 1996 approva definitivamente il finanziamento: per la prima volta in Italia un organo d'informazione nasce con i contributi statali e del Fondo sociale europeo. Il primo numero è uscito il 25 febbraio 1998, direttore Carlo Bassi, progetto grafico di Pasquale Mallozzi. Il 21 maggio 1998 a Bassi subentra Domenico Morace.
A giugno 2012 ha cambiato nome in Il Domani dello Sport e da agosto è cessato.